# Elf (album)
Pour les articles homonymes, voir Elf.
Albums de Elf
Carolina County Ball
(1974)
Elf, paru en 1972, est le premier album du groupe américain Elf.

## L'album
Seul album avec David Feinstein.
Elf est le premier album produit par Roger Glover.
Tous les titres sont composés par les membres du groupe.

## Musiciens
- Ronnie James Dio : voix, basse
- David Feinstein : guitare
- Gary Driscoll : batterie
- Mickey Lee Soule : claviers

## Titres
1. Hoochie Koochie Lady - 5 min 32 s
2. First Avenue - 4 min 23 s
3. Never More - 3 min 50 s
4. I'm Coming Back For You - 3 min 27 s
5. Sit Down Honey (Everything Will Be Alright) - 3 min 48 s
6. Dixie Lee Junction - 5 min 09 s
7. Love Me Like a Woman - 3 min 47 s
8. Gambler, Gambler - 4 min 26 s

## Singles
- Hoochie Koochie Lady
- Sit Down Honey (Everything Will Be Alright)